# 5531 Керольєнтьє
5531 Керольєнтьє (5531 Carolientje) — астероїд головного поясу, відкритий 29 вересня 1973 року.
Тіссеранів параметр щодо Юпітера — 3,312.